# Leucochrysa marquezi
Leucochrysa marquezi är en insektsart som beskrevs av Navás 1913. Leucochrysa marquezi ingår i släktet Leucochrysa och familjen guldögonsländor. Inga underarter finns listade i Catalogue of Life.